# Чиеко Байшо
Чиеко Байшо (на японски: 倍賞 千恵子 Baishō Chieko; родена на 29 юни 1941 г. в Кита, Токио) е японска актриса, певица и озвучаваща актриса. Известна е с участията си във филмите „Момче, животът е тежък“ и с озвучаването на Софи в „Подвижният замък на Хаул“.

## Биография
Чиеко Байшо дебютира в киното през 1961 г. на 20-годишна възраст във филма Kumo ga chigireru toki. Четири години по-късно тя става национално известна чрез ролята си на Сакура Курума във филмовата поредица „Жена, животът е тежък“ на Йоджи Ямада, заедно с Кийоши Ацуми. Чиеко Байшо се появява във всичките 49 филма от поредицата до 1997 г. През 2019 г., след 22 години, излиза „Добре дошъл, Тора-сан“, 50-ият филм от поредицата, в който тя се завръща към тази роля.
През 1980 г. Чиеко Байшо печели филмовата награда „Хочи“ за най-добра актриса за ролята си на Тамико Казами в драмата „Далечен вик през пролетта“, последвана от наградата „Майничи Ейга“ на конкурса през 1981 г. По-късните ѝ роли включват тази на г-жа Катагири в „Скритото острие“ от 2004 г. Тя остава активна като актриса и получава множество награди за работата си във филмовата индустрия.
Чиеко Байшо е и певица и озвучаваща актриса. През 2004 г. тя озвучава ролите на младата и старата Софи в „Подвижният замък на Хаяо Миядзаки“ и също така допринася за саундтрака на филма като певица. Чиеко Байшо може да бъде чута в ролята на Томи Тачибана в анимационния филм от 2019 г. „Изветряне с теб“.
Чиеко Байшо е омъжена за композитора Рейджиро Короку. Сестра ѝ, Мицуко Байшо, която е с пет години по-млада от нея, също е актриса.